# David Kreuger
David Kreuger (23 de febrero de 1967) es un compositor y productor sueco. Comenzó a trabajar en los Cheiron Studios, en la primavera de 1993. Entre aquel año y 1997, trabajó con su compatriota y colega Per Magnusson en varios proyectos, tales como la creación de A Side Productions en 2000, una vez que los Cheiron Studios cerraron. En conjunto, compusieron y produjeron canciones para artistas suecos tales como E-Type y Leila K, Dana Dragomir, así como también para grupos internacionales como Solid Harmonie y Lyte Funkie Ones. Junto con Magnusson y Jörgen Elofsson, también trabajó en el álbum debut de Boyzone, Where We Belong (1997), y en el álbum debut de Britney Spears, ...Baby One More Time (1999). El éxito de los dos sencillos en los que trabajó para este último, «Sometimes» y «(You Drive Me) Crazy», también le llevó a formar parte del segundo álbum de Spears, Oops!... I Did It Again (2000). Kreuger también cocompuso y coprodujo el segundo número uno británico e irlandés de Westlife, «If I Let You Go».